# Ori and the Blind Forest
Ori and the Blind Forest est un jeu vidéo de plates-formes et d'aventure sorti en 2015 et conçu par Moon Studios, une équipe de développement indépendante, et édité par Microsoft Studios.
Le joueur incarne principalement un petit esprit sylvestre blanc nommé Ori, qui doit sauver la forêt s'étant dégradée à la suite d'évènements mystérieux. De type metroidvania et inspiré par des franchises comme Rayman et Metroid, l'objectif est de se déplacer entre les plate-formes en évitant des obstacles ou en résolvant des énigmes. La sauvegarde est permise en utilisant des ressources et il existe un système d'amélioration pour renforcer les capacités d'Ori.
Le jeu sort en mars 2015 sur Xbox One et sur Microsoft Windows via la plate-forme de distribution Steam, puis sur Nintendo Switch en 2019. À sa sortie, le jeu reçoit un accueil critique très favorable, notamment grâce à sa jouabilité, sa direction artistique, son histoire et sa bande-son. Il remporte par ailleurs le prix de la meilleure direction artistique pour un jeu vidéo de l'année aux cérémonies des Game Awards 2015, des British Academy Video Games Awards 2015 et des DICE Awards 2016.
Une extension au jeu intitulée Definitive Edition et proposant du contenu additionnel sort en mars 2016. Un second opus mettant en scène le même protagoniste, Ori and the Will of the Wisps, est publié en mars 2020.

## Système de jeu

### Généralités
Ori and the Blind Forest est un jeu de plates-formes en deux dimensions de type metroidvania. Le joueur contrôle Ori, un petit esprit sylvestre blanc, qui dispose de plusieurs capacités déblocables et améliorables au fil de l'aventure.

### Capacités
Ori dispose de nombreuses capacités déblocables soit via un arbre de compétences avec des points de compétence obtenus avec la « lumière spirituelle » emmagasinée par Ori, débloquant essentiellement des compétences passives, soit grâce à des arbres magiques prodiguant les capacités les plus importantes,.
Ces capacités permettent notamment à Ori d'obtenir de nouveaux mouvements, comme le double saut ou l'escalade, lui permettant d'accéder à des endroits auparavant inaccessibles et forçant le joueur à revisiter les zones dans lesquelles il est déjà passé.

### Exploration
Durant l'aventure, Ori doit interagir avec son environnement afin de progresser : il peut trouver de la « lumière spirituelle » à certains endroits ou en battant des ennemis, lui permettant de débloquer de nouvelles compétences ; il peut aussi trouver des « cellules d'énergie » et des « cellules vitales », respectivement pour utiliser certaines capacités et récupérer les points de vie perdus lors des combats.
Au fil de l'aventure, Ori est amené à explorer des donjons au nombre de trois, comprenant des énigmes environnementales et une course-poursuite faisant office de boss.
Le joueur peut placer un point de sauvegarde où bon lui semble (excepté sur les plates-formes trop petites ou instables ou pendant un combat) à condition de dépenser un point d'énergie. Il peut se téléporter à partir d'un « puits aux esprits » vers n'importe quel autre puits.

## Trame

### Univers
Ori and the Blind Forest se déroule dans une forêt nommée Nibel. 

### Personnages
Ori, le personnage principal d'Ori and the Blind Forest contrôlé par le joueur, est un esprit semblable à un lapin de couleur bleuâtre. Très agile, il dispose d'une grande variété de mouvements : sauter, courir, nager, se balancer, sprinter, etc. Il acquiert de nombreux pouvoirs au fil de l'aventure.
Seyn est une boule de lumière issue de l'Arbre aux Esprits, permettant à Ori d'attaquer ses ennemis et l'accompagnant durant son voyage.

### Synopsis
En pleine nuit orageuse, une feuille de lumière se détache de l'Arbre aux Esprits : elle atterrit chez une créature de la forêt, Naru. Il s'agit en fait d'Ori, un esprit de la forêt : Naru en prend soin et l'élève comme son enfant.
Plusieurs années plus tard, Ori et Naru souffrent de la faim, car la forêt se meurt : ils parviennent malgré tout à trouver de la nourriture mais Naru, affaiblie, rentre dans un coma. Ori part alors en quête de l'Arbre aux Esprits pour sauver la forêt.
Sur son chemin, il fait la rencontre de Seyn, la lumière de l'Arbre aux Esprits. Elle lui apprend la raison de la dégénérescence de la forêt : enlevée à lui, l'Arbre aux Esprits en a perdu le contrôle. Ori apprend alors qu'il doit réveiller les trois éléments, l'Eau, les Vents et la Chaleur pour sauver la forêt.

## Développement

### Conception
Ori and the Blind Forest est développé par Moon Studios, un studio indépendant situé en Autriche dont la dizaine de membres est répartie à travers le monde, communicant grâce à Internet. L'équipe commence à travailler sur le projet en 2010,. Conservant son indépendance créative, le studio est néanmoins soutenu par Microsoft qui publie le jeu en tant que Microsoft Studios.
Le jeu s'inspire de plusieurs œuvres — vidéoludiques ou non — qualifiées de classiques : Super Metroid, The Legend of Zelda: A Link to the Past, Super Mario Bros. 3, Castlevania: Symphony of the Night, Le Roi lion et Shadow of the Colossus, entre autres,. La presse spécialisée le compare à Limbo et les productions cinématographiques de Hayao Miyazaki, comme Princesse Mononoké, Le Voyage de Chihiro ou Mon voisin Totoro.
Initialement conçu comme un prototype inspiré de Super Meat Boy — jeu vidéo indépendant sorti en 2010 —, Ori and the Blind Forest devient un projet à part entière. Un prototype du gameplay et de l'univers est dévoilé peu après la sortie du jeu.

### Bande-son
La bande-son d'Ori and the Blind Forest est composée par Gareth Coker. La performance est effectuée par un orchestre et enregistrée dans un studio de Ocean Way Recording à Nashville, aux États-Unis,.
Gareth Coker, pour créer la bande-son, commence par composer des morceaux conceptuels, sans réelle structure ni consistance, puis se sert de ces idées conceptuelles pour constituer l'identité musicale d'Ori and the Blind Forest. Son travail se fait en lien avec l'équipe de développement, qui lui fournit des concepts de l'intrigue, des personnages et de l'ambiance du jeu pour qu'il puisse y adapter ses compositions.

### Annonce et commercialisation
Ori and the Blind Forest est dévoilé au cours de l'E3 2014, durant la conférence de Microsoft Studios,. Il apparaît ensuite lors de plusieurs évènements, la Gamescom, se tenant du 13 au 17 août 2014, et le Tokyo Game Show, 
ayant lieu du 18 au 21 septembre 2014, où des images du jeu sont présentées,.
La sortie du jeu, dans un premier temps prévue pour le « début de l'année 2015 », est officialisée pour le 11 mars 2015 sur Windows et Xbox One,. C'est à cette date qu'il sort partout dans le monde,. Une version pour Xbox 360 était initialement prévue, mais elle a été repoussée puis annulée,,.
Lors de l'édition 2015 de la Gamescom, les rumeurs faisant état d'une possible extension pour le jeu sont confirmées, : celle-ci contiendrait « de nouvelles zones, de nouveaux pouvoirs pour Ori, un scénario exclusif et de nouvelles fonctionnalités réclamées par les fans ». Baptisée Ori and the Blind Forest: Definitive Edition, elle est annoncée pour le printemps 2016,, puis sort finalement le 11 mars 2016 sur Xbox One et le 27 avril 2016 sur Windows,,.
Initialement disponible uniquement en version dématérialisée, une version physique de la Definitive Edition est proposée à partir du 14 juin 2016,.
Un portage du jeu sur Nintendo Switch sort le 27 septembre 2019. Des versions physiques sont disponibles à partir du 8 décembre 2020 ; une compilation d'Ori and the Blind Forest et sa suite, Ori and the Will of the Wisps, sort le 12 octobre 2021.

### Postérité
Peu après la sortie du jeu, l'équipe de Moon Studios s'exprime sur ses projets à venir. Ainsi, après la sortie d'Ori and the Blind Forest, cinq projets seraient « dans les cartons », mais doivent « rester secrets pour le moment ». Un agrandissement de l'équipe du studio, alors constitué d'une vingtaine de personnes, doit avoir lieu pour s'occuper desdits projets. Un projet de film reposant sur la licence satisferait le créateur du Moon Studios, bien qu'aucun studio de cinéma n'ait fait de démarche en ce sens. L'idée d'un mode multijoueur est également abordée,, :

« Le multijoueur est un sujet qui revient souvent chez Moon Studios. Je pense que tout le monde aime jouer à plusieurs, et souvent c'est beaucoup plus amusant. Ainsi, le multijoueur en coopération semble avoir du sens, mais il serait aussi intéressant d'essayer un genre de multijoueur à la Micro Machines […]. Comme Ori est centré sur la plate-forme, cette deuxième option de défis en contre-la-montre pourrait même être la plus amusante. »

— Thomas Mahler, créateur de Moon Studios
Lors de la conférence de Microsoft à l'E3 2017, une suite intitulée Ori and the Will of the Wisps est annoncée. Elle sort le 11 mars 2020 sur Windows et Xbox One, le 17 septembre 2020 sur Nintendo Switch et le 10 novembre 2020 sur Xbox Series,,.

## Accueil

### Critiques

#### Version initiale
Ori and the Blind Forest reçoit des critiques élogieuses de la presse spécialisée : le titre récolte la note de 88 sur 100 d'après l'agrégateur de critiques Metacritic, et 90 sur 100 avec 97 % de recommandations sur OpenCritic,,.
Les critiques de la presse spécialisée font notamment l'éloge de l'esthétique du titre couplée à la maîtrise de sa direction artistique : les animations et les décors sont plébiscités, tant par leur qualité que leur variété. La bande-son est régulièrement qualifiée d'« exceptionnelle ». Le système de jeu est également apprécié grâce à sa fluidité et sa précision, malgré la répétitivité des combats ; la difficulté, bien qu'élevée, est qualifiée de « bien dosée ». Le scénario est estimé par la presse, le qualifiant de « touchant » et saluant sa durée correcte,,,,.
Les principaux défauts soulevés concernent un manque de lisibilité de l'action — dû au nombre trop important d'éléments affichés à l'écran — et des problèmes de performances ; certaines critiques font aussi état d'un léger manque d'originalité quant aux énigmes et obstacles proposés et d'une rejouabilité limitée. Les notes attribuées sont généralement très favorables, allant de 8 sur 10 à 19 sur 20,,,,.

#### Definitive Edition
La Definitive Edition, sortie en 2016, reçoit elle aussi des critiques très favorables, avec notamment un score de 88 sur 100 selon Metacritic et OpenCritic, qui indique 95 % de recommandations,,.
Cette extension est bien accueillie par la presse spécialisée grâce au nouveau contenu qu'elle propose — nouvelles zones, ajout de modes de difficulté, bonus sur la création du jeu — et les améliorations qu'elle apporte par rapport à la version originale, mais elle reste qualifiée de « dispensable pour ceux ayant goûté à l'opus original » selon GAMERGEN,.

#### Portage Nintendo Switch
Le portage Nintendo Switch de 2019 est également extrêmement bien reçu par la critique : il reçoit la note de 90 sur 100 sur Metacritic et de 88 sur 100 sur OpenCritic,.
Selon la presse spécialisée, cette adaptation remplit son objectif, dans la mesure où elle permet aussi bien de faire découvrir Ori and the Blind Forest à davantage de joueurs que de remobiliser les joueurs des autres plate-formes sur le format portable. L'aspect technique — qualité graphique, résolution et performances — est salué compte tenu des performances relativement faibles de la console grâce à une bonne optimisation, malgré quelques ralentissements. L'imprécision des contrôles et le temps d'adaptation qu'ils nécessitent sont cependant pointés du doigt,,.

### Distinctions
Du fait de son succès critique, Ori and the Blind Forest reçoit des récompenses lors de plusieurs cérémonies, se distinguant essentiellement pour sa direction artistique et sa bande-son.
Il est notamment lauréat du prix de la meilleure direction artistique et nommé dans la catégorie de meilleur jeu indépendant aux Game Awards 2015, ainsi que lauréat du prix du meilleur jeu Xbox et de la meilleure bande-son aux Golden Joystick Awards 2015, en plus d'une nomination en tant que jeu de l'année à cette dernière cérémonie. En 2016, le jeu reçoit le prix de la meilleure direction artistique aux British Academy Video Games Awards ainsi que le prix de la meilleure bande-son au South by Southwest (SXSW),. Finalement, le jeu est nommé pour la distinction de jeu de l'année aux DICE Awards 2016 puis remporte trois autres catégories lors de cette même cérémonie : meilleure direction artistique, meilleure bande-son et meilleures animations.
| Cérémonie                               | Catégorie                      | Résultat   | Réf.   |
| --------------------------------------- | ------------------------------ | ---------- | ------ |
| The Game Awards 2015                    | Meilleure direction artistique | Lauréat    | ,      |
| The Game Awards 2015                    | Meilleure bande-son            | Nomination | ,      |
| The Game Awards 2015                    | Meilleur jeu indépendant       | Nomination | ,      |
| The Game Awards 2015                    | Meilleur jeu d'action-aventure | Nomination | ,      |
| Golden Joystick Awards 2015             | Jeu de l'année                 | Nomination | ,      |
| Golden Joystick Awards 2015             | Meilleur jeu Xbox              | Lauréat    | ,      |
| Golden Joystick Awards 2015             | Meilleure direction artistique | Nomination | ,      |
| Golden Joystick Awards 2015             | Meilleure bande-son            | Lauréat    | ,      |
| Golden Joystick Awards 2015             | Meilleure nouvelle licence     | Nomination | ,      |
| British Academy Video Games Awards 2016 | Meilleure direction artistique | Lauréat    | ,      |
| British Academy Video Games Awards 2016 | Meilleure bande-son            | Nomination | ,      |
| British Academy Video Games Awards 2016 | Meilleure nouvelle licence     | Nomination | ,      |
| British Academy Video Games Awards 2016 | Meilleur premier jeu           | Nomination | ,      |
| SXSW 2016                               | Meilleure direction artistique | Nomination | ,      |
| SXSW 2016                               | Meilleure bande-son            | Lauréat    | ,      |
| SXSW 2016                               | Meilleures animations          | Nomination | ,      |
| SXSW 2016                               | Meilleur personnage – Ori      | Nomination | ,      |
| SXSW 2016                               | Meilleure nouvelle licence     | Nomination | ,      |
| DICE Awards 2016                        | Jeu de l'année                 | Nomination | [ 76 ] |
| DICE Awards 2016                        | Meilleure direction artistique | Lauréat    | [ 76 ] |
| DICE Awards 2016                        | Meilleure bande-son            | Lauréat    | [ 76 ] |
| DICE Awards 2016                        | Meilleur design sonore         | Nomination | [ 76 ] |
| DICE Awards 2016                        | Meilleures animations          | Lauréat    | [ 76 ] |
| DICE Awards 2016                        | Meilleur jeu d'aventure        | Nomination | [ 76 ] |

### Ventes
Selon Thomas Mahler, le créateur de Moon Studios, Ori and the Blind Forest aurait été rentable dès la semaine suivant sa sortie,,.
D'après VGChartz, la Definitive Edition se serait vendue, en juillet 2018 à 1,763 millions d'exemplaires sur Windows,.